# Rampage: Capital Punishment
Rampage: Capital Punishment är en thrillerfilm från 2014 i regi av Uwe Boll. Filmen är en uppföljare på filmen  Rampage från 2009.

## Handling
Bill Williamson (Brendan Fletcher) tar sig in på en TV-station och tar gisslan. Hans krav är att en hemmagjord film skall sändas ut. I filmen förespråkar han en våldsam revolution mot den amerikanska regeringen och finanssystem. Han hindrar med hemmagjorda bomber ett SWAT team att ta sig in till honom och gisslan. På slutet så släpper han gisslan, och polisen kommer in. Han flyr då genom en tunnel, och strax efter så demoleras byggnaden av en tidsinställd bomb. Polisen tror då att Williamson är död.

## Roller
- Brendan Fletcher- Bill Williamson
- Lochlyn Munro - Chip Parker - The News Anchor
- Mike Dopud - Marc